# Björne
Björne är en utvidgad form av namnet Björn. Namnet hade namnsdag i Sverige den 18 juni mellan 1986 och 1992.

## Personer med förnamnet
- Björne Fröberg (född 1959), basist
- Björne Väggö (född 1955), tidigare fäktare
- Björne Erixon (född 1940), pastor och författare

## Personer med efternamnet
- Gunnar Björne (född 1933), jurist och ämbetsman
- Hilding Björne (1900–1983), jurist och ämbetsman

## Fiktiva figurer
- Björne – en rollfigur i barnprogrammet Björnes magasin